# ロダン (書体)

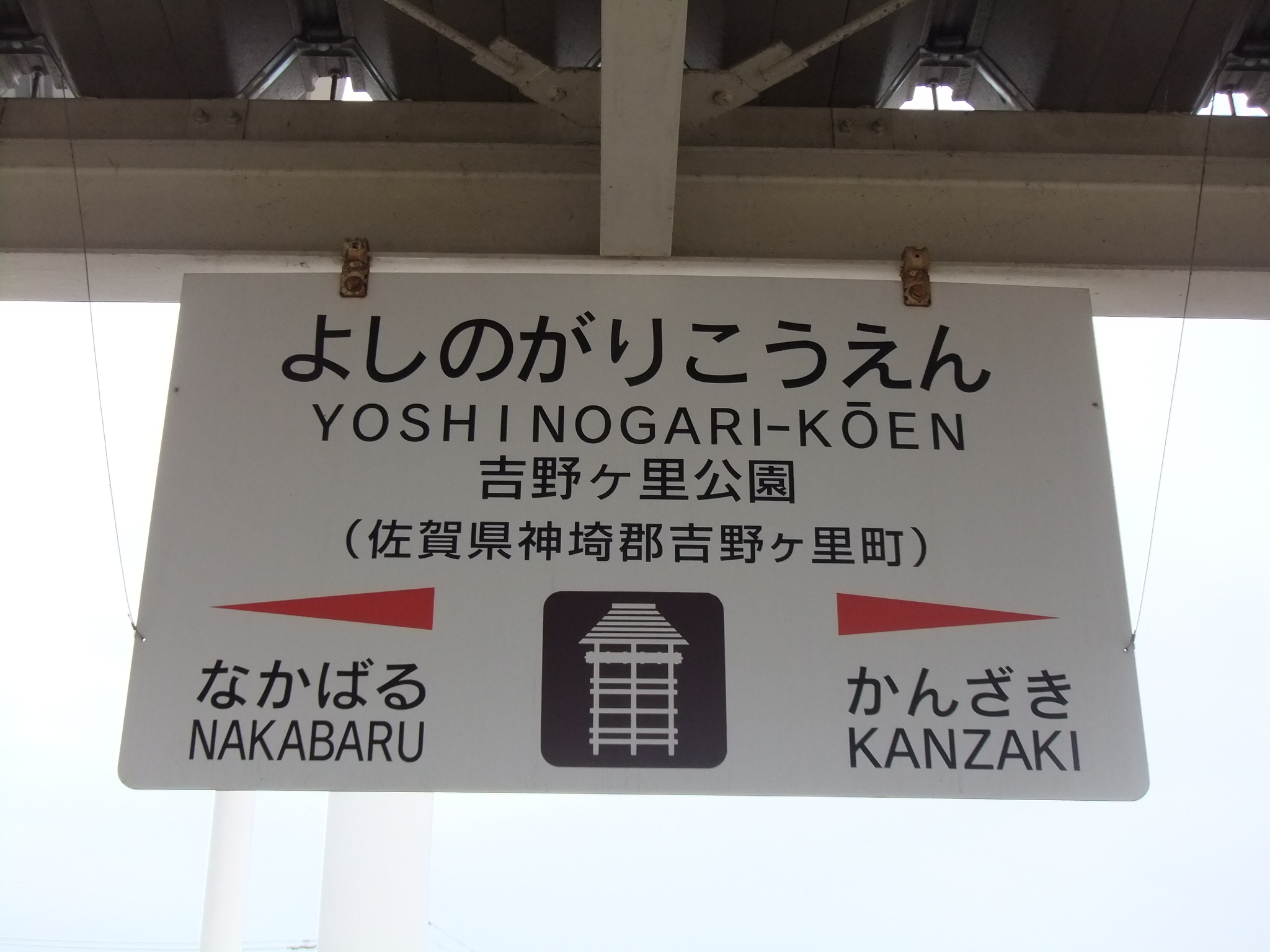
ロダンを使用している九州旅客鉄道の駅名標（吉野ケ里公園駅）

ロダン（Rodin）は、フォントワークスが1990年に発売したゴシック体およびそのフォント製品。デザインは佐藤俊泰による。

## 概要
日本語DTP黎明期、Mac用PostScriptフォントとして発売されたモダンサンセリフ書体。DTP向け書体の選択肢が非常に限られていた当時、新書体としてグラフィックデザイン、広告、出版分野をターゲットにリリースされた。その後仮名を中心にデザイン上の改変が加えられ、発売当初とはやや異なるタイプフェイスとなった。1990年代以降の広告・出版印刷物のDTP化においては事実上、これまでの写植書体の代用としての役割も担っていたが、書体の選択肢が幅広くなった現在も視認性の高さと独自の雰囲気をもつ書体として、広告・雑誌などで積極的な使用例が見られる。

## ファミリー
- ロダンL
- ロダンM
- ロダンDB
- ロダンB
- ロダンEB
- ロダンUB

## リンク
- フォントワークス - ロダンDB
- 和文フォント大図鑑（ロダンの書体見本）